# Передсердний натрійуретичний фактор
Передсердний натрійуретичний гормон (також атріопептин, передсердний натрійуретичний фактор, кардіонатрін, кардіодилатін, англ. Natriuretic peptide A) — білок, який кодується геном NPPA, розташованим у людей на короткому плечі 1-ї хромосоми. Довжина поліпептидного ланцюга білка становить 153 амінокислот, а молекулярна маса — 16 708. Гормон поліпептидної природи, що синтезується спеціалізованими міоендокринними клітинами передсердь і відіграє значну роль у регуляції водного, сольового та ліпідного обміну.
Атріопептин виділяється міоендокринними клітинами у відповідь на збільшення об'єму крові, що надходить до серця і спричинює розтягування стінок передсердь. Інші фактори, зокрема, підвищення концентрації іонів натрію у крові, також можуть стимулювати виділення даного гормону.
Передсердний натрійуретичний гормон є антагоністом альдостерону щодо його впливу на обмін натрію в організмі.
Він зменшує реабсорбцію натрію у ниркових канальцях, внаслідок чого натрій разом з великою кількістю води виводяться з організму у складі сечі. Завдяки цьому відбувається зменшення об'єму циркулюючої крові.
| 10         |  | 20         |  | 30         |  | 40         |  | 50         |
| ---------- |  | ---------- |  | ---------- |  | ---------- |  | ---------- |
| MSSFSTTTVS |  | FLLLLAFQLL |  | GQTRANPMYN |  | AVSNADLMDF |  | KNLLDHLEEK |
| MPLEDEVVPP |  | QVLSEPNEEA |  | GAALSPLPEV |  | PPWTGEVSPA |  | QRDGGALGRG |
| PWDSSDRSAL |  | LKSKLRALLT |  | APRSLRRSSC |  | FGGRMDRIGA |  | QSGLGCNSFR |
| YRR        |  |            |  |            |  |            |  |            |

A: Аланін

C: Цистеїн

D: Аспарагінова кислота

E: Глутамінова кислота

F: Фенілаланін

G: Гліцин

H: Гістидин

I: Ізолейцин

K: Лізин

L: Лейцин

M: Метіонін

N: Аспарагін

P: Пролін

Q: Глутамін

R: Аргінін

S: Серин

T: Треонін

V: Валін

W: Триптофан

## Відкриття
Атріопептин було відкрито на початку 80-х років XX століття канадським вченим де Болдом та його колегами. Під час проведення експерименту вони помітили, що екстракт рідини передсердь серця містить субстанцію, яка посилює виведення солей з організму. Пізніше ця субстанція була екстрагована та очищена й дістала назву атріальний натрійуретичний фактор.

## Будова та синтез
Атріопептин — це пептид, що складається з 28 амінокислот із кільцем у 17-му положенні. За структурою він подібний до мозкового натрійуретичного пептиду та натрійуретичного пептиду С-типу.
НУПФ людини кодується геном NPPA, що знаходиться на короткому плечі першої хромосоми. Цей ген складається з 3 екзонів і 2 інтронів та експресується переважно у клітинах серця. Значно нижчий рівень експресії NPPA спостерігається в інших тканинах, зокрема у мозку, нирках, легенях, матці та плаценті.
У кардіоміоцитах атріопептин знаходиться у формі попередника — так званого препрогормона, який складається з 151 амінокислот. Після вилучення сигнального пептиду з ендоплазматичного ретикулюму, прогормон, який складається вже з 126 амінокислот зберігається у внутрішньоклітинних гранулах. Коли клітини отримають сигнал, проатріопептин вивільняється і перетворюється сериновою протеазою Corin на зрілий С-кінцевий атріопептин, який має у своєму складі 28 амінокислот.

## Фактори, що спричинюють секрекцію атріопептину
- збільшення об'єму циркулюючої крові і розтягнення стінок передсердь;
- зменшення симпатичної стимуляції β-адренорецепторів;
- підвищення концентрації іонів натрію у плазмі крові (гіпернатріємія);
- виділення в кров гуморальних факторів: ангіотензин-II, ендотелін (потужний вазоконстриктор);
- фізична активність[14].

## Рецептори
Ідентифіковано 3 типи мембранних рецепторів, агоністом яких є атріопептин:
- NPR1 (NPRA) — рецептор натрійуретичного пептиду типу А, або рецептор, пов'язаний з гуаніатлциклазою А(GC-A)
- NPR2 (NPRB) — рецептор натрійуретичного пептиду типу В, або рецептор, пов'язаний з гуанілатциклазою B (GC-B)
- NPR3 (NPRC) — рецептор натрійуретичного пептиду, пов'язаний з кліренсом.

NPR-1 та NPR-2 мають один трансмембранний сегмент з позаклітинним доменом, що зв'язує ліганд. Внутрішньоклітинний домен містить 2 консенсусні каталітичні домени для активації гуанілатциклази. Зв'язування атріопептину викликає конформаційні зміни у рецепторі, що призводить до його димеризації та активації.
Взаємодія атріопептину з його рецептором спричинює перетворення ГТФ на цГМФ, внаслідок чого рівень внутрішньоклітинного цГМФ зростає. цГМФ активує цГМФ залежну протеїнкіназу (PKG або cGK), яка здійснює фосфорилювання серинових та треонінових залишків білків. У збірних трубочках, які розташовані у мозковому шарі нирок, цГМФ синтезується у відповідь на дію атріопептину і може діяти не лише через PKG, але й шляхом прямої модуляції іонних каналів.
NPR-3 діє переважно як рецептор кліренсу — він зв'язує атріопептин та вилучає його з циркуляторного русла. Всі натрійуретичні пептиди
зв' язуються цим рецептором.
Атріопептин та мозковий натрійуретичний пептид зв'язують та активують NPR-1, тоді як натрійуретичний пептид С-типу взаємодіє з NPR-2.

## Фізіологічні ефекти
Основна функція атріопептину — протидіяти зростанню тиску та об'єму крові, що виникають внаслідок активації ренін-ангіотензин-альдостеронової системи.
1. Вплив атріопептину на нирки
- Розширення приносної та звуження виносної артеріоли, розслаблення мезангіальних клітин. Це призводить до зростання тиску у ниркових капілярах, внаслідок чого збільшується швидкість клубочкової фільтрації. В результаті утворюється фільтрат з великим вмістом води і високою концентрацією натрію.
- Посилення току крові у прямих судинах, що призводить до вимивання NaCl та сечовини з мозкового інтерстицію.[17] Зниження осмолярності мозкового інтерстицію призводить до зменшення реабсорбції натрію.
- Зменшення реабсорбції натрію у дистальних звивистих канальцях (взаємодія із Na-Cl− котранспортером) і збиральних трубочках через механізм цГМФ-залежного фосфорилювання натрієвих каналів.[18]
- Пригнічення секреції реніну, що призводить до загальної інактивації ренін-ангіотензин-альдостеронової системи.

2. Вплив на наднирники.
Зменшення секреції альдостерону клубочковою зоною кори наднирників.
3. Судинні ефекти.
Розслаблення посмугованих м'язових волокон в артеріолах та венулах шляхом:
- підвищення вмісту цГМФ у посмугованих м'язах судин, опосередковане активацією мембранних рецепторів;
- пригнічення ефектів катехоламінів.

Сприяє відновленню маточних спіральних артерій, що допомагає уникнути гіпертензії під час вагітності.
4. Вплив на серце.
Запобігання серцевої гіпертрофії.
Миші, у яких відсутній кардіальний NPR1, мають підвищену масу серця та схильність до кардіофіброзу і мають вищий ризик раптової смерті. Відновлення експресії NPR1 призводить до зникнення вище описаних негативних ефектів.
5. Вплив на жирову тканину.
Активація ліполізу — розщеплення жирів на вільні жирні кислоти і гліцерол, вивільнення останніх з жирової тканини.
Механізм дії: активація NPR1 на адипоцитах призводить до підвищення внутрішньоклітинного рівня цГМФ, що викликає активацію цГМФ-залежної протеїнкінази І. Остання здійснює фосфорилювання гормон-чутливих ліпаз та периліпіну А, яке призводить до їх активації, що сприяє процесам ліполізу.

## Розщеплення
Розщеплення НУПФ здійснюють нейтральні ендопептидази.
Наразі проводяться дослідження специфічних інгібіторів цих ферментів, які можуть бути корисними у лікуванні хронічної серцевої недостатності.

## Використання атріопептину у діагностиці та терапії серцево-судинних захворювань

### Атріопептин як біомаркер серцево-судинних захворювань
Фрагменти, отримані з прекурсора атріопептину, до яких належать сигнальний пептид, N-кінцевий проатріопептин та власне атріопептин, можна використовувати як біомаркери серцевосудинних захворювань таких як інсульт, атеросклероз вінцевих артерій, інфаркт міокарда та серцева недостатність.

### Терапевтичне використання атріопептину
Рекомбінантний людський атріопептин було впроваджено в Японії для лікування пацієнтів із серцевою недостатністю.
Нейтральна ендопептидаза, відома також як неприлізин — це фермент, який здійснює розщеплення натрійуретичних пептидів. Сильні інгібітори неприлізину зараз досліджуються з метою лікування цілої низки захворювань — від гіпертензії до серцевої недостатності. Переважна більшість з них є подвійними інгібіторами неприлізину та ангіотензин-перетворюючого пептиду.
У 2014 році у Медичному журналі Нової Англії було опубліковано результати дослідження PARADIGM-HF. Це подвійне сліпе дослідження, у якому порівнювалася терапевтична цінність еналаприлу та комбінованого препарату «Entresto» (комбінація валсартану та сакубітрилу — відповідно блокатору рецепторів ангіотензину-ІІ та інгібітора неприлізину) у пацієнтів із серцевою недостатністю. Було виявлено, що «Entresto» виявляє більш виражений терапевтичний ефект, який виявляється у зменшенні кількості випадків госпіталізації та смертності від серцево-судинних захворювань.